# Чон Ынджи
Чон Хёрим (кор. 정혜림; Ханча: 鄭慧林; род. 18 августа 1993 года, Пусан, Республика Корея), известная под псевдонимом Чон Ынджи — южнокорейская певица, актриса, автор песен и радиодиджей. Является участницей гёрл-группы Apink. Дебютной актёрской работой Чон стала роль телевизионной драме «Ответ в 1997» в 2012 году. Также она сыграла в таких фильмах, как «Этой зимой дует ветер» (2013), «Любители трота» (2014), «Не унывай!» (2015), «Неприкасаемый» (2017), "Работай позже, пей сейчас" (2021), "Слепой" (2022), "Работай позже, пей сейчас 2" (2022). В 2016 году она выпустила свой дебютный сольный альбом «Dream».

## Биография
Чон Хё Рим родилась в районе Хэундэ, Пусан 18 августа 1993 года. Она официально поменяла имя на Чон Ын Чжи, когда училась в средней школе. У неё есть младший брат Чон Мин Ги. Она посещала детский сад Хапдо, начальную школу Синчжэ, среднюю школу для девочек Чжэсон и среднюю школу для девочек Хёхва. В 2004 году Чон заняла первое место в программе Exciting Day Enjoyable Day (신나는 날 즐거운 날), которую вел канал KBS. В ноябре 2010 года Чон прошла прослушивание и была выбрана участницей новой музыкальной группы Apink. Она не имела профессиональной подготовки до присоединения к Apink, и тренировалась всего два месяца с группой.

## Музыкальная карьера

### Apink
В марте 2011 года было опубликовано видео, в котором Чон исполняет песню "Love You I Do" американской певицы Дженнифер Хадсон. Данное видео сообщало о том, что Чон стала четвёртой участницей группы Apink. Чон присоединилась к остальным участникам группы для съёмок «Apink News» перед дебютом группы. 21 апреля 2011 года Чон дебютировала в качестве главной вокалистки Apink на канале Mnet в программе M Countdown с двумя песнями, «Mollayo» и «Wishlist», из дебютного мини-альбома Seven Springs of Apink.

### Сольная карьера
Чон сотрудничала с различными артистами для исполнения песен, созданных для фильмов, сериалов и реклам. Для проекта «A Cube for Season #Green» Чон Ын Чжи и её коллега Ян Ё Соб спели дуэтом песню «Love Day». В августе 2012 года Чон записала два промо-сингла «All For You» и «Our Love Like This» с коллегой по сериалу «Reply 1997» Со Ин Гуком для саундтрека к соответствующему сериалу. «All For You» стал одним из самых продаваемых синглов года на Gaon Single Chart.
В 2013 и 2014 годах Чон исполнила вместе с Хух Гаком песни «Short Hair» и «Break Up To Make Up», которые были хорошо приняты слушателями и заняли верхние строчки основных музыкальных онлайн-чартов в Корее. Она выпустила свой первый сольный сингл «Its You» для саундтрека к фильму Три дня'.
18 апреля 2016 года Чон выпустила дебютный сольный мини-альбом Dream, состоящий из 6 песен.
Заглавная песня «Hopefully Sky» была написана Чон. В ней она поет о временах, проведённых с отцом. «Hopefully Sky» возглавила восемь местных музыкальных чартов, а альбом был продан тиражом 30 000 копий.
В апреле 2017 года Чон выпустила свой второй мини-альбом The Space. Музыкальный клип «The Spring» был опубликован 10 апреля и дебютировал в первой десятке местных музыкальных чартов. С 3 по 5 июня 2017 года Чон провела свой первый сольный концерт под названием «Attic» в женском университете Ихва.
18 октября 2018 года Чон выпустила клип на сингл «Being There», который вошёл в третий мини-альбом Хёхва.
15 июля 2020 года Чон выпустила свой четвёртый мини-альбом Simple, в которым главным треком стала песня «AWay».

## Актёрская карьера
Первой актёрской работой Чон стал сериал Ответ в 1997'. Сериал стал одним из самых рейтинговых корейских сериалов на кабельном телевидении. Чон сыграла главную героиню, а именно фанатку группы H.O.T., которая в итоге становится сценаристом телевизионного сериала. Чон получила похвалу от критиков и зрителей за свою актёрскую игру. Роль принесла ей несколько наград, включая премию Baeksang Arts Awards в категории «Лучшая актриса-новичок».
Чон исполнила роль Эль Вудс в корейской постановке голливудского фильма Блондинка в законе'. Шоу шло с 16 ноября 2012 по 17 марта 2013.
В 2013 году Чон получила роль второстепенную роль в мелодраме 2013 года Этой зимой дует ветер'. За свою роль она получила премию APAN Star Awards в номинации «Лучшая актёрская игра» и SBS Drama Awards в номинации «Новая звезда».
В 2014 году она снялась в сериале Полный дом'. После этого Чон снялась в романтическом сериале «Любители трота», в котором рассказывалось о попытках певицы добиться успеха в старомодном музыкальном жанре трот.
В 2015 году Чон снялась в главной женской роли в сериале Не унывай!', сыграв роль ученицы средней школы, которая занимает последнее место в классе.
В 2017 году Чжон получила роль в мелодраме канала JTBC «Неприкасаемый», которая начала транслироваться 24 ноября.
В 2018 году Чон снялась в фильме ужасов «0.0MHz», основанном на одноимённом вебтуне.
В 2020 году Чон получила роль в мюзикле «Наташа, Пьер и Большая комета 1812 года».

## Дискография

### Сольные альбомы
| Альбом               | Детали                                                                                       | Пиковые позиции | Пиковые позиции | Пиковые позиции | Продажи                  |
| Альбом               | Детали                                                                                       | KOR             | Япония          | Billboard       | Продажи                  |
| -------------------- | -------------------------------------------------------------------------------------------- | --------------- | --------------- | --------------- | ------------------------ |
| Dream                | - Релиз: 18 апреля 2016 года - Лейбл: IST Entertainment - Формат: CD, цифровая загрузка, LP  | 3               | -               | 13              | - KOR: 42,500            |
| The Space (공간)     | - Релиз: 10 апреля 2017 года - Лейбл: IST Entertainment - Формат: CD, цифровая загрузка, LP  | 3               | 89              | —               | - KOR: 26,617 - JPN: 829 |
| Hyehwa (혜화 (暳花)) | - Релиз: 17 октября 2018 года - Лейбл: IST Entertainment - Формат: CD, цифровая загрузка, LP | 3               | -               | —               | - KOR: 17,773            |
| Simple               | - Релиз: 15 июля 2020 года - Лейбл: IST Entertainment - Формат: CD, цифровая загрузка, LP    | 7               | -               | —               | - KOR: 26,045            |

### Сольные песни
| Название                                                        | Год  | Пиковая позиция в чартах | Продажи         | Альбом                      |
| Название                                                        | Год  | KOR                      | Продажи         | Альбом                      |
| --------------------------------------------------------------- | ---- | ------------------------ | --------------- | --------------------------- |
| Название                                                        | Год  |                          | Продажи         | Альбом                      |
| Hopefully Sky (하늘바라기) (feat.Hareem)                        | 2016 | 1                        | KOR: 1,366,552+ | Dream                       |
| The Spring (너란 봄) (feat.Hareem)                              | 2017 | 2                        | KOR: 385,942+   | The Space                   |
| Being There (어떤가요)                                          | 2018 | 63                       | -               | Hyehwa                      |
| Away                                                            | 2020 | 108                      | -               | Simple                      |
| Meet Him Among Them (그 중에 그대를 만나)                       | 2022 | 191                      | -               | Kim Eana Remake Project     |
| Коллаборации                                                    |      |                          |                 |                             |
| «Love Day» (feat. Ян Ё Соб)                                     | 2012 | 8                        | KOR: 1,604,167+ | A Cube for Season #Green    |
| «A Year Ago» (일년전에) (feat. Ким Нам Джу и Чан Хён Сын)       | 2013 | 8                        | KOR: 300,616+   | A Cube for Season #Green    |
| «Know We’re Going to Break Up» (헤어질걸 알기에)(feat. Хух Гак) | 2013 | 29                       | KOR: 192,124+   | Little Giant                |
| «Short Hair» (짧은머리)(feat. Хух Гак)                          | 2013 | 1                        | KOR: 1,207,766+ | A Cube for Season #Blue     |
| «Break Up to Make Up» (이제 그만 싸우자)(feat. Хух Гак)         | 2014 | 1                        | KOR: 803,627+   | A Cube for Season #Sky-Blue |
| «Ocean» (바다)(feat. Хух Гак)                                   | 2016 | 5                        | KOR: 407,547+   | Plan A' First Episode       |
| «Eyescream» (feat. Чон Хан Хэ)                                  | 2016 | 56                       | KOR: 36,927     | -                           |
| «Visual Gangster» (feat. MC Moн)                                | 2016 | 5                        | KOR: 413,072    | U.F.O                       |
| «Be with Me» (같이 걸어요)(feat. 10 cm)                         | 2019 | 80                       | -               | -                           |
| «Let You Go» (이별은 늘 그렇게)(feat. Хух Гак)                  | 2019 | 34                       | -               | -                           |

### Саундтреки
| Название                                                           | Год  | Пиковая позиция в чартах | Продажи         | Альбом                        |
| Название                                                           | Год  | KOR                      | Продажи         | Альбом                        |
| ------------------------------------------------------------------ | ---- | ------------------------ | --------------- | ----------------------------- |
| Название                                                           | Год  |                          | Продажи         | Альбом                        |
| All For You (feat. Со Ин Гук)                                      | 2012 | 1                        | KOR: 2,690,706+ | Ответ в 1997                  |
| Just the Way We Love (우리 사랑 이대로)(feat. Со Ин Гук)           | 2012 | 3                        | KOR: 1,428,802+ | Ответ в 1997                  |
| «One Minute Ago» (1분 전)(feat. Кан Хо Дон)                        | 2013 | -                        | -               | Босоногие друзья              |
| It’s You (그대라구요)                                              | 2014 | 11                       | KOR: 417,438+   | Три дня                       |
| A Love Before (사랑 앞에서)                                        | 2016 | 79                       | KOR: 27,570+    | Развлекатель                  |
| You’re My Garden (그대란 정원)                                     | 2017 | -                        | -               | Силачка До Бон Сун            |
| Manito (마니또)                                                    | 2017 | -                        | -               | Проект Space Audi             |
| Stay With Me (바람 불면)                                           | 2018 | -                        | -               | Форс-мажоры                   |
| Ppang Ppang (빵빵)(feat. Dpole, Суну Чон А, Ю Сын У, Ю Джэ Хван)   | 2019 | -                        | -               | Звуки Музыки: Рождение Музыки |
| A Song For Memorize (feat. Dpole, Суну Чон А, Ю Сын У, Ю Джэ Хван) | 2019 | -                        | -               | Звуки Музыки: Рождение Музыки |
| How’s Your Night (너의 밤은 어때)                                  | 2020 | 41                       | -               | Она — мой тип                 |
| To Me (혼잣말)                                                     | 2020 | -                        | -               | Стартап                       |
| Love Day (feat. Ян Ё Соб)                                          | 2021 | 4                        | -               | Роман 101                     |
| A Cup of Life (술꾼도시여자들)                                     | 2021 | -                        | -               | Работай позже, пей сейчас     |

### Авторство
| Год  | Исполнитель                     | Песня                                       | Альбом      | Текст | Музыка | Аранжировка |
| ---- | ------------------------------- | ------------------------------------------- | ----------- | ----- | ------ | ----------- |
| 2015 | A Pink                          | Promise U (새끼손가락)                      | Pink Memory | Yes   | Yes    | Yes         |
| 2016 | Чон Ынджи                       | Hopefully Sky (하늘바라기)                  | Dream       | Yes   | Yes    | Yes         |
| 2016 | Apink                           | Dear (Whisper)                              | Dear        | Yes   | Yes    | No          |
| 2016 | Apink                           | That Spring, This Autumn (그 봄날, 이 가을) | Dear        | No    | Yes    | No          |
| 2017 | Чон Ынджи                       | First Love (소녀의 소년)                    | The Space   | No    | Yes    | No          |
| 2017 | Чон Ынджи                       | Moon of Seoul (서울의 달)                   | The Space   | No    | Yes    | No          |
| 2018 | Apink                           | Miracle (기적 같은 이야기)                  | Miracle     | Yes   | No     | No          |
| 2018 | Чон Ынджи                       | For Hyehwa (별 반짝이는 꽃을 위해)          | Hyehwa      | Yes   | No     | Yes         |
| 2018 | Чон Ынджи                       | Being There (어떤가요)                      | Hyehwa      | Yes   | Yes    | Yes         |
| 2018 | Чон Ынджи                       | Seasons Change (계절이 바뀌듯)              | Hyehwa      | Yes   | Yes    | No          |
| 2018 | Чон Ынджи                       | The Box (상자)                              | Hyehwa      | No    | Yes    | No          |
| 2018 | Чон Ынджи                       | Thinking About You (신경 쓰여요)            | Hyehwa      | No    | Yes    | No          |
| 2018 | Чон Ынджи                       | B                                           | Hyehwa      | Yes   | Yes    | Yes         |
| 2018 | Чон Ынджи                       | Farewell (김비서)                           | Hyehwa      | Yes   | Yes    | No          |
| 2018 | Чон Ынджи                       | Sae-byuk (새벽)                             | Hyehwa      | Yes   | Yes    | No          |
| 2020 | Everybody Ready?                | A Pink                                      | Look        | No    | Yes    | No          |
| 2020 | Simple is the Best              | Чон Ынджи                                   | Simple      | No    | Yes    | No          |
| 2020 | Away                            | Чон Ынджи                                   | Simple      | No    | Yes    | No          |
| 2020 | Whoo (후)                       | Чон Ынджи                                   | Simple      | No    | Yes    | No          |
| 2020 | Stay (두고 왔나 봐요)           | Чон Ынджи                                   | Simple      | No    | Yes    | No          |
| 2020 | Moisturising (보습의 중요성)    | Чон Ынджи                                   | Simple      | No    | Yes    | No          |
| 2020 | A Slow Child (느리게 가는 세상) | Чон Ынджи                                   | Simple      | Yes   | Yes    | No          |
| 2022 | A Pink                          | Dream                                       | Horn        | Yes   | No     | Yes         |

### Музыкальные видео
| Год  | Песня         | Режиссёр                        | Прим.  |
| ---- | ------------- | ------------------------------- | ------ |
| 2016 | Hopefully Sky | Джу Хи Сон                      | [ 56 ] |
| 2017 | The Spring    | Mustache Film                   | [ 57 ] |
| 2018 | Being There   | Ли Юн Хун (Daysdaze Production) | [ 58 ] |
| 2020 | Away          | BTS FILM                        | [ 59 ] |

## Фильмография

### Фильмы
| Год  | Название            | Роль  | Телеканал        | Примечания |
| ---- | ------------------- | ----- | ---------------- | ---------- |
| 2013 | «Спасая Санту»      | Сини  | Корейский дубляж |            |
| 2017 | «Мое животное Оззи» | Кэрри | Корейский дубляж |            |
| 2019 | «0.0 MHz»           | Сохи  | Дебютный фильм   | [ 60 ]     |

### Телесериалы
| Год  | Название                          | Роль                  | Телеканал              | Примечания    |
| ---- | --------------------------------- | --------------------- | ---------------------- | ------------- |
| 2012 | «Ответ в 1997»                    | Сон Сивон             |                        | [ 61 ]        |
| 2013 | «Этой зимой дует ветер»           | Мун Хисон             |                        | [ 62 ]        |
| 2013 | «Ответ в 1994»                    | Сон Сивон             | Камео (Эп. 16, 17, 21) | [ 63 ]        |
| 2014 | «Любители трота»                  | Чхве Чхунхи           |                        | [ 64 ]        |
| 2015 | «Не унывай!»                      | Кан Ёнду              |                        | [ 65 ]        |
| 2017 | «Неприкасаемый»                   | Со Ира                |                        | [ 66 ]        |
| 2020 | «Круглосуточный магазин Сэт Бёль» | Бывшая девушка Дэхёна | Камео (Эп. 1)          | [ 67 ]        |
| 2021 | «Работай позже, пей сейчас»       | Кан Джигу             |                        | [ 68 ] [ 69 ] |
| 2022 | «Слепой»                          | Чо Ынги               |                        | [ 70 ]        |

### Развлекательные шоу
| Год  | Название                                     | Роль       | Применения     |
| ---- | -------------------------------------------- | ---------- | -------------- |
| 2017 | Crime Scene 3 (크라임씬)                     | Член каста |                |
| 2019 | YOLO SOLO: Jeong Eun-Ji’s Sydney Sunshine    | Член каста | [ 71 ]         |
| 2020 | Песня друга (Friend’s Song)                  | Член каста | [ 72 ]         |
| 2021 | Soo Mi’s Mountain Cabin                      | Член каста | [ 73 ]         |
| 2022 | Women in Mountain Mountaineers               | Член каста | [ 74 ]         |
| 2022 | Второй мир (두 번째 세계)                    | Судья      | [ 75 ]         |
| 2022 | 17-я премия Seoul International Drama Awards | Ведущая    | С Джу Сан Уком |

### Радио-шоу
| Год       | Название                      | Роль   | Применения    |
| --------- | ----------------------------- | ------ | ------------- |
| 2019-2022 | Музыкальная площадь Чон Ынджи | Диджей | [ 77 ] [ 78 ] |

## Театр
| Год       | Название                                | Роль           | Применения |
| --------- | --------------------------------------- | -------------- | ---------- |
| 2012-2013 | Блондинка в законе                      | Эль Вудс       | [ 79 ]     |
| 2014      | Полный дом                              | Хан Джиын      | [ 80 ]     |
| 2021      | Наташа, Пьер и Большая комета 1812 года | Наташа Ростова | [ 81 ]     |

## Концерты и туры
- The Attic (2017)[82]
- Hyehwa Station (2018)[83]
- Yeoreum.I (2019)[84]
- Online Concert : How To Live (2020)[85]

## Награды и номинации
| Год  | Награда                                 | Категория                                       | Номинированная работа                         | Результат | Прим.         |
| ---- | --------------------------------------- | ----------------------------------------------- | --------------------------------------------- | --------- | ------------- |
| 2012 | APAN Star Awards                        | Лучший OST                                      | Чон Ынджи (feat. Со Ин Гук)                   | Победа    | [ 86 ]        |
| 2012 | APAN Star Awards                        | Лучшая пара                                     | Чон Ынджи (feat. Со Ин Гук)                   | Победа    |               |
| 2012 | APAN Star Awards                        | Лучшая актриса                                  | Ответ в 1997                                  | Номинация |               |
| 2012 | APAN Star Awards                        | Восходящая звезда                               | Ответ в 1997                                  | Победа    |               |
| 2012 | Korea Drama Awards                      | Лучшая пара                                     | Чон Ынджи (feat. Со Ин Гук)                   | Победа    | [ 87 ]        |
| 2012 | Melon Music Awards                      | Лучший OST                                      | «All For You» (feat. Со Ин Гук)               | Победа    | [ 88 ]        |
| 2012 | Mnet Asian Music Awards                 | Лучший OST                                      | «All For You» (feat. Со Ин Гук)               | Победа    | [ 89 ]        |
| 2012 | Style Icon Awards                       | Топ 10 икон стиля                               | Чон Ынджи (feat. Со Ин Гук) из «Ответ в 1997» | Победа    | [ 90 ] [ 91 ] |
| 2013 | APAN Star Awards                        | Лучшее исполнение                               | Этот ветер дует зимой                         | Победа    | [ 92 ]        |
| 2013 | Baeksang Arts Awards                    | Лучшая актриса-новичок                          | Ответ в 1997                                  | Победа    | [ 93 ]        |
| 2013 | Gaon Chart Music Awards                 | Песня года — сентябрь                           | «All For You» (feat. Со Ин Гук)               | Победа    | [ 94 ]        |
| 2013 | SBS Drama Awards                        | Лучшая актриса-новичок                          | Этот ветер дует зимой                         | Победа    | [ 95 ]        |
| 2014 | KBS Drama Awards                        | Премия «Превосходство» (актриса в мини-сериале) | Любители трота                                | Номинация | [ 96 ]        |
| 2014 | KBS Drama Awards                        | Лучшая актриса-новичок                          | Любители трота                                | Номинация | [ 97 ]        |
| 2014 | KBS Drama Awards                        | Самая популярная актриса                        | Любители трота                                | Победа    | [ 98 ]        |
| 2014 | Korea Culture and Entertainment Awards  | Премия «Превосходство» (актриса в сериале)      | Любители трота                                | Победа    |               |
| 2014 | Melon Music Awards                      | Лучший OST                                      | «It’s You» (Три дня)                          | Номинация | [ 99 ]        |
| 2014 | Mnet Asian Music Awards                 | Лучшая коллаборация                             | «Break Up to Make Up» (С Хух Гаком)           | Номинация | [ 100 ]       |
| 2014 | Mnet Asian Music Awards                 | Песня года                                      | «Break Up to Make Up» (С Хух Гаком)           | Номинация |               |
| 2014 | SBS MTV Best of the Best                | Лучшая коллаборация                             | «Break Up to Make Up» (С Хух Гаком)           | Победа    |               |
| 2014 | Seoul International Youth Film Festival | Лучшая юная актриса                             | Любители трота                                | Победа    |               |
| 2014 | Seoul International Youth Film Festival | Лучший ОСТ певицы                               | «It’s You» (Три дня)                          | Номинация |               |
| 2015 | KBS Drama Awards                        | Самая популярная актриса                        | Не унывай!                                    | Номинация |               |
| 2016 | Melon Music Awards                      | Лучшая баллада                                  | «Hopefully Sky»                               | Победа    | [ 101 ]       |
| 2016 | Mnet Asian Music Awards                 | Артист года                                     | Чон Ынджи                                     | Номинация | [ 102 ]       |
| 2016 | Mnet Asian Music Awards                 | Лучшая певица                                   | Чон Ынджи                                     | Номинация |               |
| 2016 | Mnet Asian Music Awards                 | Лучшее выступление певицы                       | «Hopefully Sky»                               | Номинация |               |
| 2016 | Mnet Asian Music Awards                 | Песня года                                      | «Hopefully Sky»                               | Номинация |               |
| 2016 | tvN10 Awards                            | Лучший поцелуй                                  | Чон Ынджи (с Со Ин Гуком) из «Ответ в 1997»   | Победа    | [ 103 ]       |
| 2016 | tvN10 Awards                            | Лучшая актриса канала tvN                       | Чон Ынджи (с Со Ин Гуком) из «Ответ в 1997»   | Номинация |               |
| 2017 | Melon Music Awards                      | Топ 10 артистов                                 | Чон Ынджи                                     | Номинация | [ 104 ]       |
| 2017 | Melon Music Awards                      | Песня в жанре фолк/блюз                         | «The Spring»                                  | Победа    | [ 105 ]       |
| 2017 | Mnet Asian Music Awards                 | Лучшее выступление певицы                       | «The Spring»                                  | Номинация | [ 106 ]       |
| 2017 | Mnet Asian Music Awards                 | Песня года (Qoo10)                              | «The Spring»                                  | Номинация |               |
| 2019 | KBS Entertainment Awards                | Диджей-новичок года                             | Музыкальная плаза Чон Ынджи                   | Победа    | [ 107 ]       |
| 2019 | Korea First Brand Awards                | Радио-диджей                                    | Музыкальная плаза Чон Ынджи                   | Победа    | [ 108 ]       |
| 2020 | Brand of the Year Awards                | Радио-диджей года                               | Чон Ынджи                                     | Победа    | [ 109 ]       |
| 2021 | Asia Artist Awards                      | Самая популярная певица                         | Чон Ынджи                                     | Номинация | [ 110 ]       |
| 2021 | Korea Grand Prize Awards                | 10 людей, заставивших Корею сиять               | Чон Ынджи                                     | Победа    | [ 111 ]       |
| 2021 | Melon Music Awards                      | Топ 10 людей                                    | Чон Ынджи (с Ян Ё Собом)                      | Победа    |               |
| 2021 | Melon Music Awards                      | Популярность нетизенов                          | Чон Ынджи (с Ян Ё Собом)                      | Номинация |               |
| 2021 | Mnet Asian Music Awards                 | Лучший ОСТ                                      | «Love Day» (с Ян Ё Собом)                     | Номинация | [ 112 ]       |
| 2021 | Mnet Asian Music Awards                 | Песня года                                      | «Love Day» (с Ян Ё Собом)                     | Номинация |               |
| 2021 | Seoul Music Awards                      | Лучший ОСТ                                      | «Love Day» (с Ян Ё Собом)                     | Номинация | [ 113 ]       |
| 2021 | Tving Awards                            | Женщина года                                    | Чон Ынджи                                     | Победа    |               |